# 리즈 브로드웨이
리지 브로드웨이(Lizze Broadway, 1998년 2월 16일 ~ )는 미국의 배우이다.

## 출연작 목록
- 사우스랜드 (2010)
- 셰임리스 (2011)
- 배드맘 (2011)
- 본즈 (2013)
- 코난 (2013)
- 트로피 와이프 (2014)
- 16세 및 실종 (2015)
- 시카고 PD (2017)
- NCIS (2018)
- 여기 그리고 지금 (2018)
- 헨리 데인저 (2018)
- 인스타킬러 (2018)
- 스플리팅 업 투게더 (2018–2019)
- 슬레이 (2019)
- 루키 (2019–2021)
- 아메리칸 파이 선물: 소녀의 규칙 (2020)
- 잃어버린 소년들 (2020)
- 젠 V 시즌 2 (2025) - 에마 마이어 역